# Nestor Lakoba
 (octobre 2024).
Nestor Apollonovich Lakoba, (en abkhaze : Нестор Аполлон-иԥа Лакоба et en russe : Нестор Аполлонович Лакоба, né à Lykhny dans la Vice-royauté du Caucase le 1er mai 1893 et mort le 28 décembre 1936 à Tbilissi en RSS de Géorgie) est un dirigeant communiste abkhaze. Lakoba a contribué à établir le pouvoir bolchevique en Abkhazie au lendemain de la révolution russe et a été à la tête de l'Abkhazie, après la conquête par l'Armée rouge en 1921 de la Géorgie, proclamée en 1918 et dont l'Abkhazie faisait partie. Pendant son séjour au pouvoir, Lakoba voit l'Abkhazie obtenir initialement une autonomie au sein de l'URSS sous le nom de République socialiste soviétique d'Abkhazie. Bien qu'elle fasse nominalement partie de la République socialiste soviétique de Géorgie avec un statut spécial de « république soviétique », la RSS d'Abkhazie était en fait une république distincte, rendue possible par la relation étroite de Lakoba avec Joseph Staline. Lakoba s'oppose avec succès à l'extension de la collectivisation de l'Abkhazie, bien qu'en échange, il est contraint d'accepter un déclassement du statut de l'Abkhazie à celui d'une république autonome au sein de la RSS de Géorgie.
Populaire en Abkhazie en raison de sa capacité à entrer en résonance avec la population, Lakoba maintient une relation étroite avec Staline, qui passe souvent ses vacances en Abkhazie dans les années 1920 et 1930. À cause de cette relation privilégiée Lakoba devient le rival d'un autre confident de Staline, Lavrenti Beria, qui est à la tête de la République socialiste fédérative soviétique de Transcaucasie, qui incluait la RSS de Géorgie. Lors d'une visite à Beria à Tbilissi en décembre 1936, Lakoba est empoisonné, ce qui permet à Beria de consolider son contrôle sur l'Abkhazie et toute la Géorgie et de discréditer Lakoba et sa famille en les qualifiant d'ennemis du peuple. Réhabilité après la mort de Staline en 1953, Lakoba est désormais vénéré comme un héros national en Abkhazie.

## Biographie

### Origines et jeunesse
Nestor Lakoba naît dans le village de Lykhny, alors dans l'okroug de Soukhoumi du Gouvernement de Koutaïssi dans l'Empire russe (aujourd'hui en Abkhazie) au sein d'une famille paysanne. Il a deux frères, Vassili et Mikhaïl. Son père Apollon meurt trois mois avant sa naissance ; Mikhaïl Bgazhba, qui deviendra par la suite le premier secrétaire de l'Abkhazie, écrit qu'Apollon Lakoba a été fusillé pour s'être opposé aux nobles et aux propriétaires fonciers de la région. La mère de Lakoba se remarie deux fois, mais ses deux maris meurent alors que Lakoba est enfant. De 10 à 12 ans, Lakoba fréquente l'école paroissiale à Nouvel Athos, suivi de deux années supplémentaires d'école à Lykhny. Il entre au séminaire de Tbilissi en 1905, mais il n'est pas intéressé par un cursus religieux. Il est fréquemment surpris en train de lire des livres interdits par les autorités scolaires.
Physiquement peu impressionnant, Lakoba est presque totalement sourd et utilise des appareils auditifs tout au long de sa vie, néanmoins Léon Trotski rappelle qu'il est encore difficile de communiquer avec lui. Cela devient une particularité bien connue de Lakoba, et Joseph Staline l'appelle en plaisantant Adagoua (le "Sourd" ; en abkhaze : адагәа).
En 1911, Nestor Lakoba est expulsé du séminaire pour activité révolutionnaire et s'installe à Batoumi, alors port majeur d'exportation de pétrole du Caucase, où il donne des cours privés et se prépare pour l'examen du gymnasium. C'est dans cette ville portuaire que Lakoba fait la connaissance des bolcheviks, travaillant avec eux à partir de l'automne 1911 et les rejoignant officiellement en septembre 1912. Il s'implique dans la diffusion de la propagande parmi les ouvriers et les paysans de la ville et dans tout l'Oblast de Batoum (l'Adjarie actuelle), et commence à affiner sa capacité à communiquer avec les masses. Découvert par la police, il est contraint de quitter Batoumi en 1914, et s'installe à Grozny, une autre grande ville pétrolière du Caucase, et continue ses efforts pour diffuser la propagande bolchevique parmi la population. Lakoba poursuit ses études à Grozny, passant ses examens en 1915, et l'année suivante s'inscrit en droit à l'université de Kharkov dans ce qui est aujourd'hui l'Ukraine, mais le début de la Première Guerre mondiale et ses effets ultérieurs sur l'Abkhazie l’amènent à abandonner ses études et à rentrer chez lui peu de temps après.

### Premières activités parmi les bolcheviks
De retour en Abkhazie, Lakoba prend un emploi dans la région de Goudaouta dans la construction d'une ligne de chemin de fer vers la Russie, tout en continuant à diffuser la propagande bolchevique auprès des travailleurs. La révolution de Février (1917), qui met fin à l'Empire russe, conduit l'Abkhazie dans une conjoncture contestée et floue. Une assemblée paysanne est créée pour gouverner la région, et Lakoba est élu comme représentant de Goudaouta. Mikhaïl Bgazhba écrit que sa capacité à se mêler aux gens de la région à laquelle s'ajoutent ses compétences oratoires font de lui un représentant idéal. La réputation de Lakoba est renforcée dans toute l'Abkhazie en aidant à établir « Kiaraz » (en abkhaze : Киараз, « entraide » en français), une brigade paysanne qui aidera plus tard à consolider le contrôle bolchevique de la région.
Lakoba est donc le principal bolchevik en Abkhazie lorsque la révolution russe commence en 1917. Basés à Goudaouta dans le nord de l'Abkhazie, les Bolcheviks s'opposent aux Mencheviks, qui se concentrent à Soukhoumi. Le 16 février 1918, Lakoba et Efrem Eshba, un autre bolchevik abkhaze, renversent le Conseil du peuple abkhaze (CPA) qui contrôle provisoirement l'Abkhazie depuis novembre 1917. Aidé par des marins des navires de guerre russes amarrés à Soukhoumi, le coup d'État ne dure que cinq jours, car les navires de guerre doivent partir, supprimant le principal soutien aux Bolcheviks, et le CPA est en mesure de reprendre le contrôle régional. Lakoba rejoint Eshba en avril, renversant à nouveau le CPA. Ils conservent le pouvoir pendant quarante-deux jours, avant que les forces de la République démocratique de Géorgie et les antibolchéviques abkhazes ne reprennent le contrôle de l'Abkhazie, qu'ils considèrent comme une partie intégrante de la Géorgie. Le CPA conserve le contrôle de l'Abkhazie et négocie avec le gouvernement géorgien un statut définitif pour l'Abkhazie mais aucune solution n'est trouvée avant l'invasion des Bolchéviques en 1921.
À l'automne 1918, Lakoba reçoit l'ordre de retourner en Abkhazie pour attaquer les positions arrières des Mencheviks. Il est capturé par les Mencheviks pendant cette période et emprisonné à Soukhoumi, mais il est libéré au début de 1919 grâce au soutien de la population. En avril, on lui propose le poste de commissaire de police du district d'Otchamtchiré, qu'il accepte et utilise comme moyen de diffuser la propagande bolchevique. Lorsque les autorités centrales soutenues par les Mencheviks en prennent connaissance, Lakoba quitte à nouveau l'Abkhazie et reste à Batoumi pendant quelques mois. Il est alors élu vice-président du comité du parti bolchevik du district de Soukhoumi. Lakoba mène également plusieurs opérations près de Batoumi qui entravent la capacité du mouvement blanc (opposants aux bolcheviks pendant la guerre civile russe) dans le Caucase, améliorant encore son image auprès des dirigeants bolcheviques.
En 1921, Lakoba épouse Sariya Djikh-Ogly (ou Cihoğlu). Née dans une famille aisée de Batoumi, son père est d'origine adjare tandis que sa mère est abkhaze et originaire d'Otchamtchiré. Ils se sont rencontrés quelques années auparavant alors que Lakoba se cachait des forces d'occupation britanniques. L'année suivante naît seul enfant, un garçon nommé Rauf. La famille est très soudée, Lakoba aidant sa femme à obtenir une éducation et fait de même pour Rauf. Sariya est quelqu'un qui excelle dans l'art d’accueillir des invités, et sa belle-sœur Adile Abbas-Ogly écrit qu'elle est bien connue à Moscou pour cela, et que c'est l'une des principales raisons pour lesquelles Staline prenait des vacances en Abkhazie.

## Leader de l'Abkhazie

### Installation au leadership
Lakoba retourne en Abkhazie en 1921, après l'occupation par l'Armée rouge, dans le cadre de sa conquête de la Géorgie. Avec Eshba et Nikolaï Akirtava, Lakoba est l'un des signataires d'un télégramme adressé à Lénine annonçant la formation de la République socialiste soviétique d'Abkhazie (RSS d'Abkhazie) qui est initialement autorisée à exister en tant que république soviétique à part entière.
Un Comité révolutionnaire (Revkom), formé et dirigé par Eshba et Lakoba en prévision de l'occupation bolchevique, prend le contrôle de l'Abkhazie. Le Revkom démissionne le 17 février 1922 et Lakoba est élu à l'unanimité président du Conseil des commissaires du peuple régional, un organisme formé ce jour-là, devenant ainsi le leader de l'Abkhazie. Il occupera ce poste jusqu'au 17 avril 1930, date à laquelle le Conseil est aboli et remplacé par un Présidium du Comité exécutif central, même si Lakoba conserve le poste le plus élevé. Bien que tenu en haute estime par ses camarades révolutionnaires, Lakoba n'occupe jamais un rôle significatif au sein du Parti communiste abkhaze et refuse d'assister à des réunions, car le Parti abkhaze n'est qu'une branche du Parti communiste géorgien, utilisant plutôt son réseau de clientélisme pour établir son pouvoir.

## Décorations
- Ordre du Drapeau rouge
- Ordre de Lénine